# 1980 en Belgique
Chronologie de la Belgique
- 1976
- 1977
- 1978
- 1979
- 1980
- 1981
- 1982
- 1983
- 1984

Chronologie de l’Europe
- 1976
- 1977
- 1978
- 1979
- 1980
- 1981
- 1982
- 1983
- 1984

Cette page recense des événements qui se sont produits durant l'année 1980 en Belgique.

## Chronologie

### Janvier 1980
- 15 janvier : chute du gouvernement Martens I.
- 23 janvier : installation du gouvernement Martens II, gouvernement de centre-gauche.

### Mars 1980
- Création d'Ecolo, parti écologiste francophone.

### Avril 1980
- 2 avril : chute du gouvernement Martens II.

### Mai 1980
- 18 mai : installation du gouvernement Martens III, gouvernement « d'union nationale ».

### Juin 1980
- 22 juin : la Belgique perd en finale de l'Euro 1980 face à la RFA.

### Août 1980
- 8 août : approbation de la loi spéciale du 8 août 1980 ayant trait à la deuxième réforme de l'État régissant notamment le transfert aux Communautés des matières personnalisables et créant la Cour constitutionnelle. C'est également à cette date qu'entre officiellement en fonction la région flamande et la région wallonne (il faudra attendre le 12 janvier 1989 pour la création de la région de Bruxelles-Capitale).

### Octobre 1980
- 7 octobre : chute du gouvernement Martens III.
- 22 octobre : installation du gouvernement Martens IV, gouvernement de centre-gauche.

## Culture

### Architecture

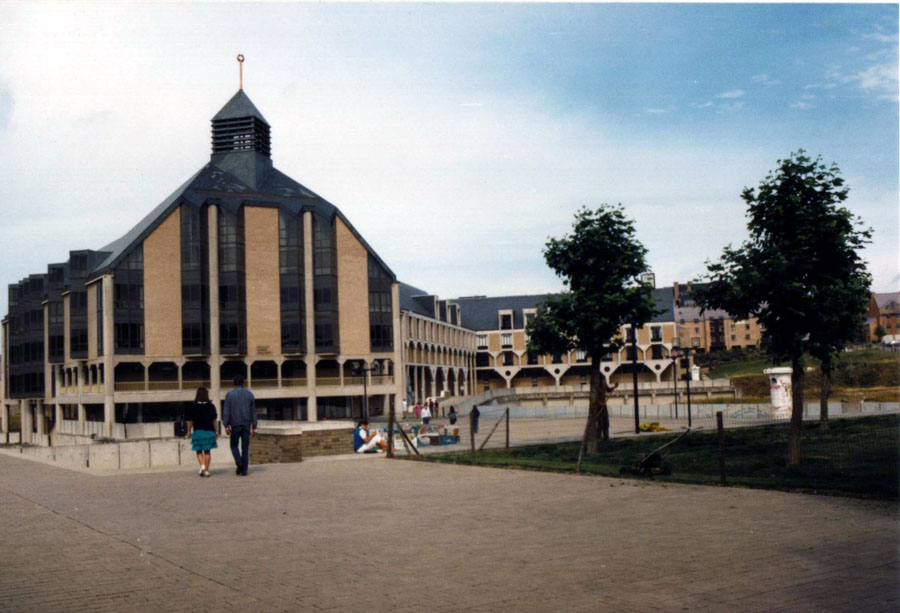
Faculté de théologie de l'UCL à Louvain-la-Neuve.
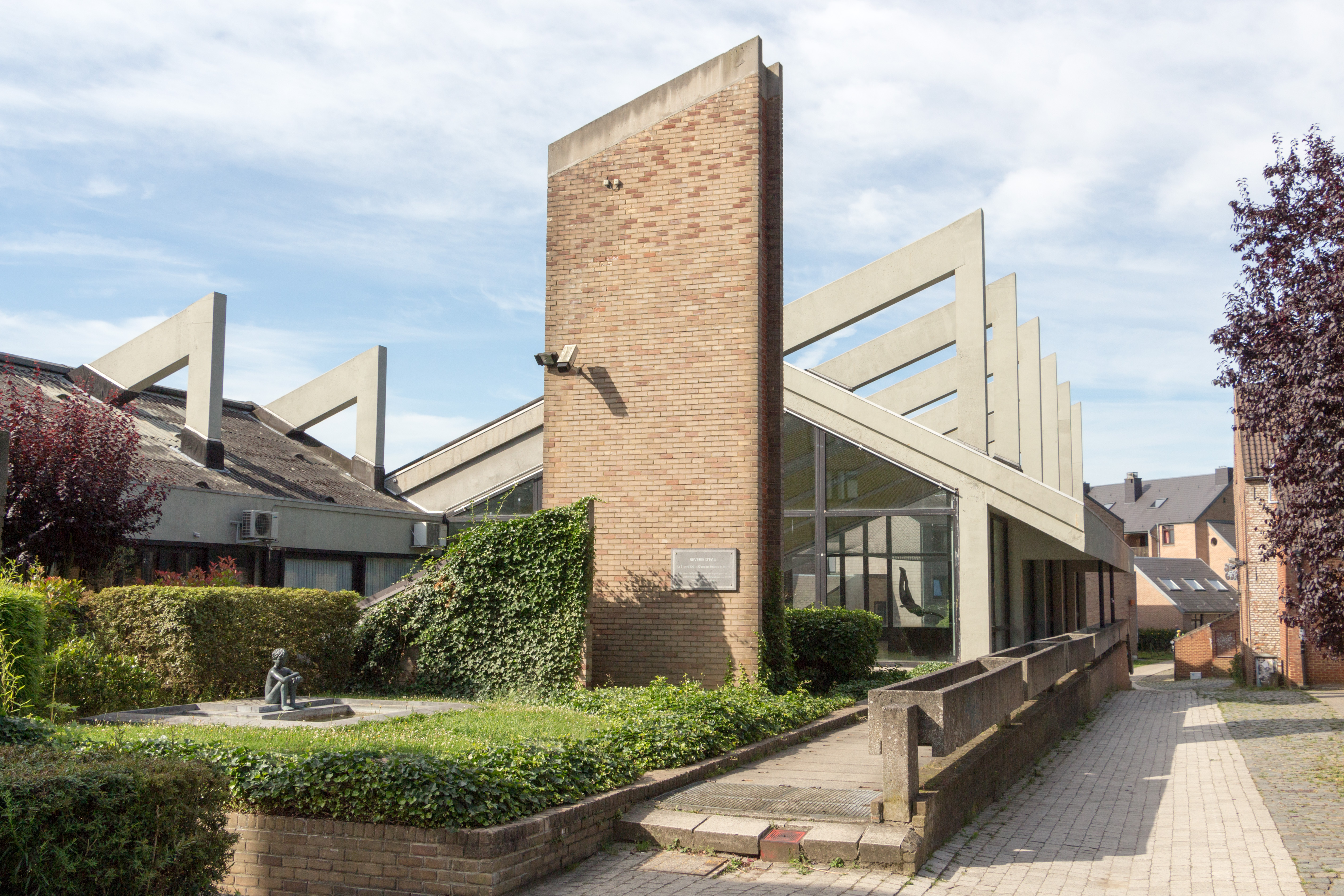
Piscines de Blocry à Louvain-la-Neuve.

### Littérature
- Prix Rossel : Jacques Crickillon, Supra-Coronada
- Prix des lettres néerlandaises : Maurice Gilliams.

## Sciences
- Prix Francqui : Jozef IJsewijn (philologie classique, KULeuven).

## Naissances
- 17 mars : Gorik Gardeyn, coureur cycliste
- 28 juin : Birger Maertens, joueur de football
- 19 juillet : Xavier Malisse, joueur de tennis
- 21 juillet : Tom Soetaers, joueur de football
- 22 juillet : Kate Ryan, chanteuse
- 15 octobre : Tom Boonen, coureur cycliste
- 13 novembre : Tanguy Stuckens, homme politique
- 18 novembre : François Duval, pilote de rallye

## Décès
- 3 janvier : Lucien Buysse, coureur cycliste
- 9 février : Antoine Pompe, architecte
- 11 avril : Maurice Blomme, coureur cycliste
- 30 avril : Léon-Éli Troclet, homme politique
- 10 mai : Emiel Faignaert, coureur cycliste
- 5 juin : Antoine Delfosse, homme politique
- 19 juin : Jijé, auteur de bande dessinée
- 4 juillet : Maurice Grevisse, grammarien
- 13 juillet : Pierre Falize, homme politique
- 3 octobre : 
  - Albéric O'Kelly de Galway, joueur d'échecs
  - Armand Swartenbroeks, joueur de football
- 7 octobre : Jan Cox, artiste peintre
- 15 octobre : Albert Descamps, prêtre, recteur de l'UCL.
- 23 décembre : Jan Vaerten, artiste peintre
- 25 décembre : Louis Neefs, chanteur

## Statistiques
- Population totale au 1er janvier 1980 : 9 855 110 habitants[1].